# Bundesverband freier Berufsbetreuer
Der Bundesverband freier Berufsbetreuer e.V. (BVfB) ist eine berufsständische Vertretung für selbständige Berufsbetreuer in Deutschland. Er ist Mitglied bei
- Betreuungsgerichtstag
- Deutscher Verein für öffentliche und private Fürsorge.[1]

Der Verein wurde 1995 in Münster als Verband freiberuflicher Betreuer/innen gegründet, verlegte 1998 seinen Sitz nach Berlin und wurde 2004 in „Bundesverband freier Berufsbetreuer“ umbenannt. Sein Ziel ist, sich für die Interessen der selbständigen Betreuer und für eine hohe Qualität der rechtlichen Betreuung einzusetzen. Jährlich veranstaltet der Verband den „Tag des freien Berufsbetreuers“, eine zweitägige Tagung im Bildungszentrum Erkner.
Mitglied können Personen werden, die in Deutschland entgeltlich rechtliche Betreuungen für psychisch kranke und geistig behinderte Menschen nach den §§ 1896 ff. BGB ausüben.

## Printmedien
- BtInfo – Die 1995 erstmals herausgegebene  BtInfo-Betreuungsrechtliche Informationen erschien bis 2004
- BtMan –  von 2005 bis 2009 war der BVfB Mitherausgeber der Fachzeitschrift  Betreuungsmanagement-BtMan (C.F-Müller-Verlag, Heidelberg).

Mit der letzten Ausgabe der BtMan wurde die Herausgabe von gedruckten Verbandszeitungen eingestellt.

## Gelbbuch
Das Gelbbuch ist eine Veröffentlichung des Verbandes, das die betreuungspolitische Lage in der Bundesrepublik Deutschland und die Lage der freien Berufsbetreuer bewertet, Schlussfolgerungen für die Entwicklung des Betreuungswesens zieht und daraus Forderungen und Anregungen an die Entscheidungsträger des Betreuungswesens ableitet. Es wird nach Diskussion in den Verbandsgremien und mit externen Experten regelmäßig herausgegeben. Es  knüpft an die Praxis der „Farbbücher“, insbesondere der Weißbücher an. Darunter versteht man Dokumentensammlungen die von interessierten Gruppen veröffentlicht werden um Orientierung über politische Fragen zu geben und das eigene Handeln zu begründen. Das 2010 erstmals herausgegebene Jahrbuch erhält seinen Namen durch die Verbandsfarbe.